# Eric Campbell
Eric Campbell, född den 26 april 1879 i Dunoon, Skottland, död den 20 december 1917, var en brittisk stumfilmsskådespelare. Han medverkade i många av Charlie Chaplins tidiga filmer, och har kanske blivit mest känd som Chaplins jättelike antagonist i filmen Lugna gatan. Campbell avled i en trafikolycka då han körde hem berusad från en fest.

## Filmografi (stumfilmer)
- 1916 - Butikschefen (The Floorwalker)
- 1916 - Brandsoldaten (The Fireman)
- 1916 - Vagabonden (The Vagabond)
- 1916 - Greven (The Count)
- 1916 - Pantbanken (The Pawnshop)
- 1916 - Bakom kulisserna (Behind the Screen)
- 1916 - Chaplin på rullskridskor (The Rink)
- 1917 - Lugna gatan (Easy Street)
- 1917 - Hälsobrunnen (The Cure)
- 1917 - Emigranten (The Immigrant)
- 1917 - Äventyraren (The Adventurer)